# Estatismo y anarquía
Estatismo y anarquía (en ruso Государственность и анархия, transliterado Gosudarstvennost' i anarjiia) fue la última obra del anarquista colectivista ruso Mijaíl Bakunin. Escrita en el verano de 1873, el tema central del libro es: el impacto de la guerra franco-prusiana y el surgimiento del Imperio alemán, las debilidades de la postura marxista desde el punto de vista Bakuniniano y la afirmación del anarquismo. Estatismo y anarquía fue uno de los más grandes trabajos intelectuales del autor y del anarquismo escrito en lengua rusa, y fue principalmente dirigido al público de esta nacionalidad, con una tirada inicial de 1200 copias impresas en Suiza y entradas a Rusia de contrabando.
Marshall Shatz escribe que Estatismo y anarquía: "ayudó a sentar los fundamentos del movimiento anarquista ruso como una corriente separada dentro del movimiento revolucionario".